# Metroliner (Zug)

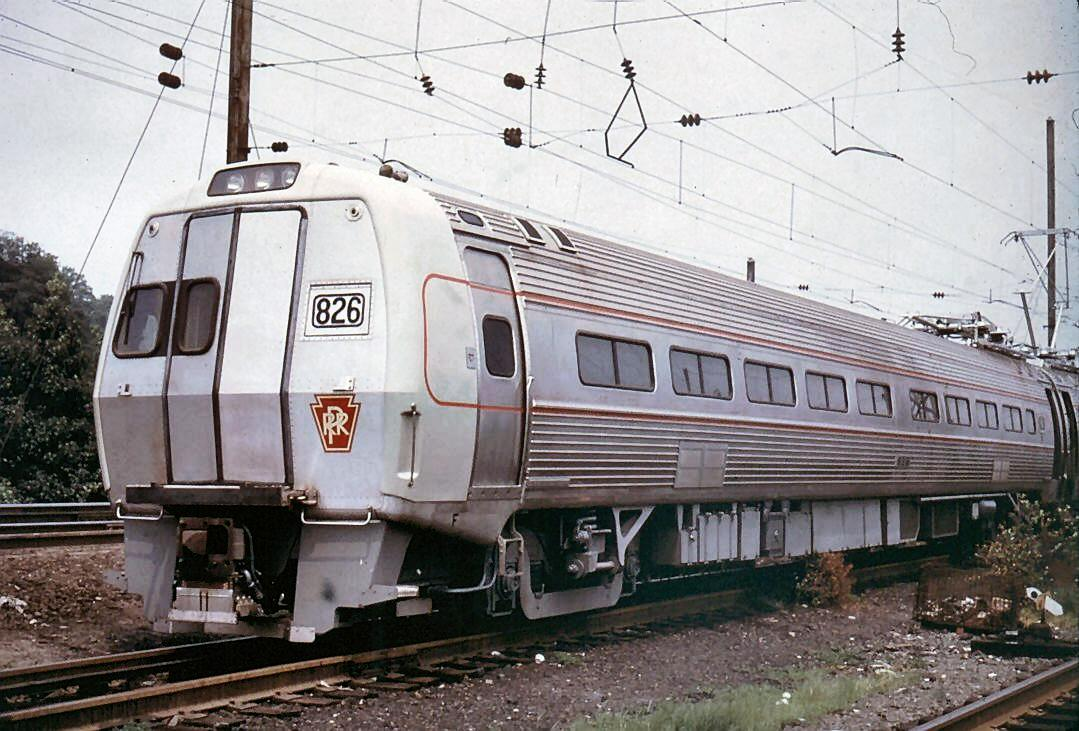
Ein Metroliner kurz nach der Auslieferung an die PRR

Als Metroliner wurden 61 in den Jahren 1967 bis 1971 durch die Bahngesellschaften Pennsylvania Railroad (PRR), Penn Central und Amtrak bei der Budd Company beschaffte elektrische Triebwagen bezeichnet. Die US-amerikanischen Bahngesellschaften Penn Central und Amtrak nutzten diese Schienenfahrzeuge von 1969 bis 1982 für gleichermaßen Metroliner genannte, schnelle Zugverbindungen auf dem Northeast Corridor zwischen New York und Washington, DC. Einige der Fahrzeuge wurden in den 1980er-Jahren zu Steuerwagen umgebaut, die noch heute bei Amtrak im Einsatz stehen.

## Entwicklung
Im September 1965 verabschiedete der amerikanische Kongress das Gesetz High Speed Ground Transportation Act zur Förderung von Hochgeschwindigkeitsverkehren auf amerikanischen Bahnstrecken. Es bildete die Grundlage für das Northeast Corridor Demonstration Project, eine Public-Private-Partnership-Kooperation zwischen dem amerikanischen Verkehrsministerium und mehreren Bahngesellschaften zur Beschleunigung des Schienenpersonenverkehrs auf dem Northeast Corridor Washington–New York–Boston. Während die United Aircraft Corporation (UAC) mit der Entwicklung des für den Einsatz auf der damals nicht durchgängig elektrifizierten Verbindung New York–Boston vorgesehenen, durch Gasturbinen angetriebenen Triebzugs TurboTrain beauftragt wurde, sollten für den südlichen Abschnitt elektrisch angetriebene Fahrzeuge beschafft werden. Nach der Zusage des Verkehrsministeriums, den Kauf der Fahrzeuge mit knapp 22 Millionen Dollar zu bezuschussen, orderte die Pennsylvania Railroad (PRR) 1966 nach einer Ausschreibung zunächst 50 paarweise einsetzbare, als Metroliner bezeichnete Triebwagen bei der Budd Company. Nach 1969 wurde die Bestellung um elf Exemplare erweitert. Neben Budd hatten sich mit General Electric und Westinghouse Electric Unternehmen um den Auftrag beworben, die schließlich von Budd als Zulieferer gewählt wurden.

## Aufbau und Technik
Die Budd Company griff bei der Entwicklung der Metroliner-Fahrzeuge auf ihre seit den 1930er-Jahren gewonnenen Erfahrungen beim Bau von Triebzügen und Reisezugwagen zurück. Insbesondere die in den 1950er-Jahren für die PRR entworfenen elektrischen Pioneer III-Triebwagen und die Nachfolgeserie Silverliner II flossen in die Konstruktion der Metroliner ein. Diese wurden als 25,7 Meter lange, je nach Ausführung etwa 75 Tonnen schwere einteilige Einheiten aus rostfreiem Stahl gebaut. Prinzipiell separat funktionsfähig, besaßen die Fahrzeuge jedoch nur je einen Führerstand, da ein Einsatz paarweise vorgesehen wurde. Mehrere zweiteilige Einheiten konnten wiederum nach Bedarf zu längeren Zügen kombiniert werden. Da die Führerstände nicht die volle Breite der Fahrzeuge, sondern lediglich das in Fahrtrichtung rechte Drittel einnahmen, konnte eine Übergangsmöglichkeit vorgesehen werden, die auch bei mehreren gekuppelten zweiteiligen Einheiten einen durchgängig begehbaren Zug ermöglichte.
Alle vier Achsen eines einzelnen Metroliner-Fahrzeugs wurden separat von je einem 221 kW leistenden Tatzlagerfahrmotor angetrieben. Diese wurden von einem gemeinsamen Haupttransformator versorgt, der wiederum über die Oberleitung mit Wechselstrom (11 kV 25 Hz) gespeist wurde. Die somit mögliche nominelle Höchstgeschwindigkeit betrug 160 mph (256 km/h), die jedoch im planmäßigen Betrieb nie erreicht wurden.
Fahrgasträume und Führerstand waren klimatisiert. 31 Fahrzeuge wurden als Großraumwagen mit ursprünglich 76 Sitzplätzen ausgeführt, zehn weitere besaßen als „Club Cars“ neben zunächst 34 Sitzplätzen eine Getränkebar. In 20 als „Café Cars“ bezeichneten Wagen mit 60 Sitzplätzen konnten auch kleinere Speisen serviert werden. Die Zahl der Plätze wurde ab Ende der 1970er-Jahre durch Umbauten von etwa zwei Drittel der Fahrzeuge leicht verändert; so entfielen in den modifizierten Standardwagen vier Sitze, während in den „Club Cars“ 14 hinzu kamen.

## Einsatz
Budd und die PRR entschieden sich dafür, 1967 direkt mit der Auslieferung von Serienfahrzeugen zu beginnen und auf den Bau eines Prototyps zu verzichten. Die ersten abgelieferten Triebwagen fielen indes durch eine Vielzahl technischer Probleme auf, so dass die PRR zunächst nur sechs Exemplare übernahm. Erst am 16. Januar 1969 – nahezu zwei Jahre später als geplant – konnte unter Regie der inzwischen durch die Fusion von PRR und New York Central Railroad entstandenen Penn Central der planmäßige Einsatz der ersten Metroliner zwischen New York, Philadelphia und Washington aufgenommen werden. Zunächst wurden jedoch nur wenige Verbindungen mit den neuen Zügen gefahren. Erst nach dem Abschluss eines Umbauprogramms konnte Amtrak, seit 1. Mai 1971 Betreiber der Penn Central-Personenverkehre, 1971 neun und 1972 schließlich 14 tägliche, bis zu 95 mph (153 km/h) schnelle Zugpaare mit Metroliner-Zügen anbieten. Einzelne Fahrten führten auch über New York hinaus bis New Haven, zudem wurden Metroliner auch auf dem Keystone Corridor zwischen Harrisburg und Philadelphia (teilweise darüber hinaus bis New York) eingesetzt.

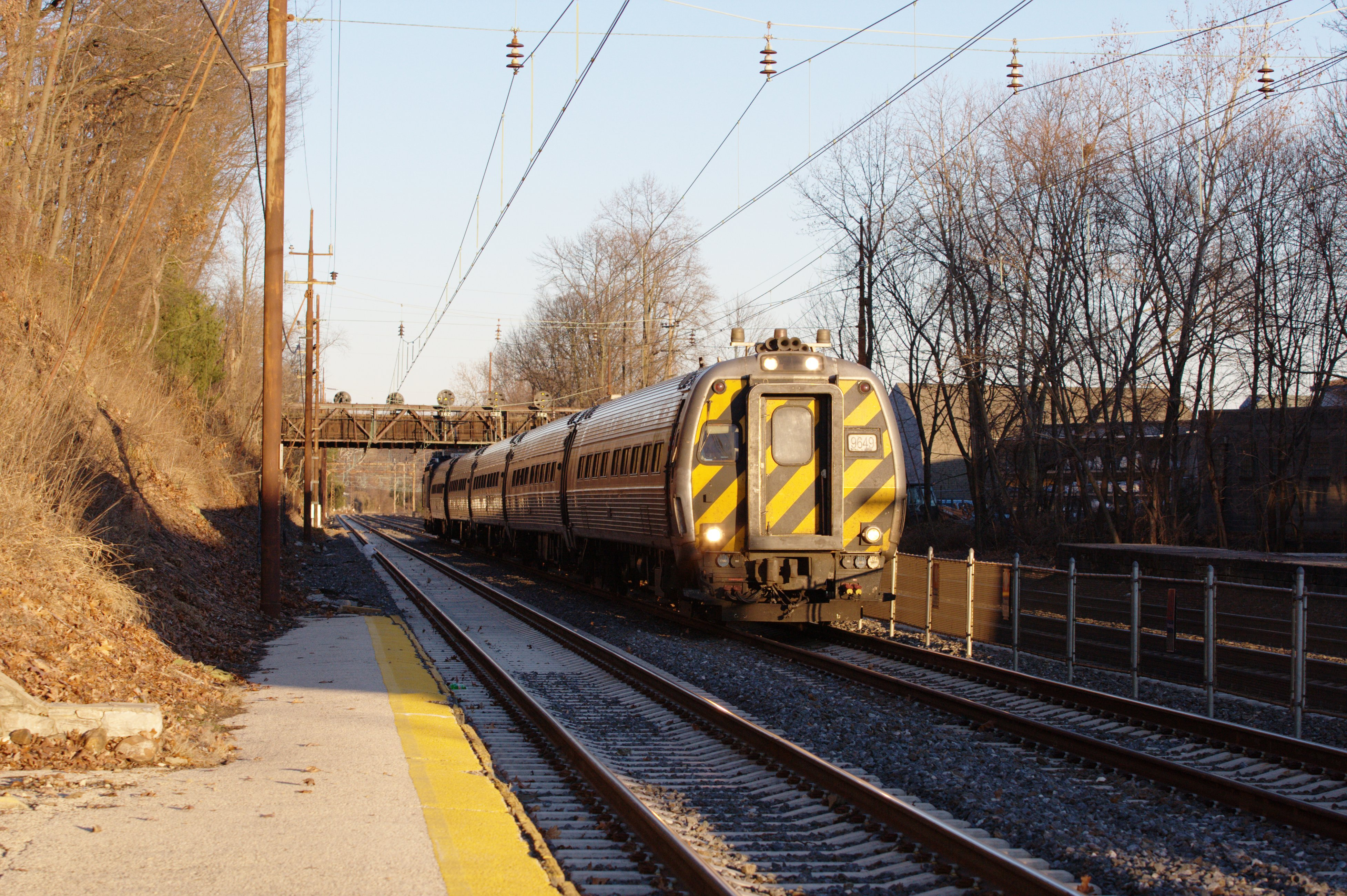
Aus einem Metroliner entstandener Steuerwagen

Nachdem ein zuverlässiger Betrieb der Fahrzeuge erreicht wurde, erlangten diese bei den Fahrgästen durch ihre komfortable Ausstattung und die mit dem Metroliner-Einsatz erzielten Fahrplan-Verbesserungen große Beliebtheit. Bereits am 29. Juli 1971 konnte der Dreimillionste Fahrgast in einem Metroliner-Zug begrüßt werden. Zur Bekanntheit der Fahrzeuge trug auch die Vermarktung von Amtrak bei, die die Expresszugverbindungen New York–Washington als Eponym nun ebenso wie die dort eingesetzten Züge Metroliner nannte. Diese Bezeichnung wurde auch beibehalten, als die Metroliner-Fahrzeuge ab Anfang der 1980er-Jahre durch E-Loks des Typs AEM-7 und neue (an die Metroliner angelehnte, jedoch nicht motorisierte) Amfleet-Wagen abgelöst wurden.
Nach dem Ende der Einsätze nach Washington verblieben zunächst die Leistungen nach Harrisburg. Bis Mitte der 1980er-Jahre wurden jedoch alle Metroliner-Fahrzeuge abgestellt. Bei etwa der Hälfte der Triebwagen wurden anschließend die Antriebsanlagen ausgebaut und weitere Umbauten vorgenommen, um sie als Steuerwagen auf verschiedenen Strecken in Kalifornien sowie im Nordosten und Mittleren Westen der USA einsetzen zu können. Einige dieser Steuerwagen werden auch 2008 weiterhin durch Amtrak genutzt.